# Wilfredo Huezo
Wilfredo Antonio Huezo Pineda (San Salvador; 20 de junio de 1960) es un exfutbolista salvadoreño que se desempeñaba como delantero.

## Trayectoria
En 1976, con solo 16 años, fue contratado por El Roble de la Segunda División de El Salvador. En 1979 jugó con la Universidad Centroamericana José Simeón Cañas, más conocido como UCA.
Al año siguiente llegó al Atlético Marte, donde en su primera temporada en Primera División, quedó campeón. Las campaña posterior quedó campeón de goleo con 13 anotaciones y la siguiente campeón de Primera.
Con los marcianos volvió a ganar la Primera División en 1985 y se mantuvo hasta noviembre de 1992, donde se retiró.

## Selección nacional
Jugó con la selección sub-20 de El Salvador en 1980 y en 1983 con la mayor. Ese mismo año disputó el Preolímpico de Concacaf de 1984.
Fue un total de 13 veces internacional y debutó el 8 de abril de 1983, ante la selección sub-23 de México. Metió su único gol frente a Surinam, que fue en el Campeonato de Naciones de la Concacaf de 1985.

### Participaciones en Campeonatos Concacaf
| Copa                                          | Sede   | Resultado     | Partidos | Goles |
| --------------------------------------------- | ------ | ------------- | -------- | ----- |
| Campeonato de Naciones de la Concacaf de 1985 | Varias | Cuarto puesto | 2        | 1     |

## Clubes
| Club           | País        | Año       |
| -------------- | ----------- | --------- |
| El Roble       | El Salvador | 1976-1979 |
| UCA            | El Salvador | 1979-1980 |
| Atlético Marte | El Salvador | 1980-1992 |

## Palmarés

### Títulos nacionales
| Título           | Equipo         | País        | Año     |
| ---------------- | -------------- | ----------- | ------- |
| Primera División | Atlético Marte | El Salvador | 1980-81 |
| Primera División | Atlético Marte | El Salvador | 1982    |
| Primera División | Atlético Marte | El Salvador | 1985    |

### Distinciones individuales
| Distinción                                            | Año  |
| ----------------------------------------------------- | ---- |
| Máximo goleador de la Primera División de El Salvador | 1981 |